# دزدان دریایی کارائیب دیزنی: آوازهای دریای آبکشی
دزدان دریایی کارائیب دیزنی: آوازهای دریای آبکشی  در سال ۲۰۰۷ به عنوان بخشی از یک بسته ترکیبی سی‌دی / دی‌وی‌دی ، بسته‌بندی شده با دزدان دریایی کارائیب: سینه مرد مرده ، و در فروشگاه‌های وال مارت عرضه شد. سی دی حاوی ۱۴قطعه زیر بود که توسط هنرمندان مختلف ساخته شده بود.
1. دور، دور، دور (۲:۴۵)
2. گنج (۲:۰۶)
3. جفت اول یک میمون است (۲:۲۸)
4. به کارائیب خوش آمدید (۲:۵۷)
5. راهرو گوش کن گوش کن (۲:۴۱)
6. افسانه دیوی جونز (چهل فتومز عمیق) (۳:۴۱)
7. لرزیدن چوب من  (۲:۱۸)
8. یو، هو، هو (و یک بطری رام) (۲:۰۱)
9. قایقرانی برای ماجراجویی (۲:۳۳)
10. منفجر کردن مرد (۲:۵۱)
11. پادشاه دزدان دریایی (۲:۲۲)
12. دزدان دریایی جزر و مد سیاه (۳:۱۰)
13. قفسه دیوی جونز (۲:۳۳)
14. یو هو (زندگی یک دزد دریایی برای من) (۵:۴۳)